# Толстоухово (Московская область)
Толстоухово — деревня в Сергиево-Посадском районе Московской области России, входит в состав сельского поселения Селковское.

## Население
| 1835 | 1850 | 1857 | 1859 | 1895 | 1905 | 1926 | 2002 |
| ---- | ---- | ---- | ---- | ---- | ---- | ---- | ---- |
| 41   | ↗48  | ↗60  | ↘59  | ↗82  | ↘62  | ↗89  | ↘0   |
| 2006 | 2010 |      |      |      |      |      |      |
| ↗4   | ↗5   |      |      |      |      |      |      |

## География
Деревня Толстоухово расположена на севере Московской области, в северной части Сергиево-Посадского района, примерно в 81 км к северу от Московской кольцевой автодороги и 32 км к северу от станции Сергиев Посад Ярославского направления Московской железной дороги.
В 20 км юго-восточнее деревни проходит Ярославское шоссе М8, в 20 км к югу — Московское большое кольцо А108, в 2 км к востоку — автодорога Р104. Ближайшие населённые пункты — деревни Мергусово и Селково.

## История
В «Списке населённых мест» 1862 года — владельческая деревня 2-го стана Переяславского уезда Владимирской губернии по левую сторону Углицкого просёлочного тракта от границы Александровского уезда к Калязинскому, в 50 верстах от уездного города и 45 верстах от становой квартиры, при колодцах, с 7 дворами и 59 жителями (28 мужчин, 31 женщина).
По данным на 1895 год — деревня Федорцевской волости Переяславского уезда с 82 жителями (40 мужчин, 42 женщины). Основным промыслом населения являлось хлебопашество, 7 человек уезжало в качестве красильщиков по бумаге, шерсти и шёлку на отхожий промысел в Москву и Московскую губернию.
По материалам Всесоюзной переписи населения 1926 года — деревня Мергусовского сельсовета Федорцевской волости Сергиевского уезда Московской губернии в 8,5 км от Угличско-Сергиевского шоссе и 41,6 км от станции Сергиево Северной железной дороги; проживало 89 человек (39 мужчин, 50 женщин), насчитывалось 15 хозяйств (14 крестьянских).
С 1929 года — населённый пункт Московской области в составе:
- Мергусовского сельсовета Константиновского района (1929—1939)[13],
- Селковского сельсовета Константиновского района (1939—1957)[13],
- Селковского сельсовета Загорского района (1957—1959)[14][15],
- Торгашинского сельсовета Загорского района (1959—1963, 1965—1991)[15][16],
- Торгашинского сельсовета Мытищинского укрупнённого сельского района (1963—1965)[17][16],
- Торгашинского (до 09.01.1991) и Селковского сельсоветов Сергиево-Посадского района (1991—1994)[16],
- Селковского сельского округа Сергиево-Посадского района (1994—2006)[18],
- сельского поселения Селковское Сергиево-Посадского района (2006 — н. в.)[19][20].